# 870
El 870 (DCCCLXX) fou un any comú començat en diumenge del calendari julià.

## Esdeveniments
- Els sicilians conquereixen Malta, en mans àrabs
- Guifré el Pilós, de la casa comtal de Carcassona, és nomenat comte d'Urgell i Cerdanya

## Necrològiques
- Al-Kindi, filòsof